# Universitat Nacional del Zaire
La Universitat Nacional del Zaire (UNAZA) va ser una universitat federada al Zaire (des del 1971 la República Democràtica del Congo). Es va formar a l'agost de 1971, inicialment com a Universitat Nacional del Congo, quan tres universitats existents al país i 17 escoles tècniques es van fusionar en una sola estructura administrativa. Les reformes van ser dissenyades per permetre al dictador congolès Mobutu Sese Seko, i al seu governant del Moviment Popular de la Revolució un major control sobre el sistema universitari congolès que anteriorment havia estat una font de dissidència política. Un greu malestar en els campus universitaris el 1969 havia donat lloc a una repressió militar contra la dissidència dels estudiants i una suspensió de dos anys de la matrícula universitària. La reforma també va fer que l'estat de Zaire trenqués els llaços de l'educació universitària amb les esglésies catòlica i protestant a través del programa Authenticité.
Sota la UNAZA, es van establir les escoles especialitzades per a determinades disciplines: Facultats de Ciències Socials, d'agricultura i de medicina van ser establertes en Lubumbashi, Yangambi, i Kinshasa, respectivament. Arribà ajuda exterior de la Fundació Rockefeller d'Amèrica i del govern del Zaire.
La UNAZA aviat es va topar amb problemes. Gran part de l'ajuda financera promesa pel govern del Zaire mai es va materialitzar i la universitat estava subjecte a la interferència política. Personal i recursos administratius i relacionats amb la biblioteca eren pobres i el personal de la facultat sovint no cobrava. La infraestructura de transport deficient del Zaire també va dificultar l'estructura federal de la universitat.
El 1981, la universitat es va dividir de nou en les seves institucions constituents: la Universitat de Kinshasa (anteriorment la Universitat de Lovaina); la Universitat de Kisangani (anteriorment la Universitat Lliure del Congo), i la Universitat de Lubumbashi (anteriorment la Universitat Estatal del Congo). L'estructura de la UNAZA es va mantenir en una forma administrativa bàsica per a facilitar la cooperació entre les diverses universitats.